# Campos de concentração nazistas

Campos de concentração e extermínio na Europa ocupada pela Alemanha e seus aliados.

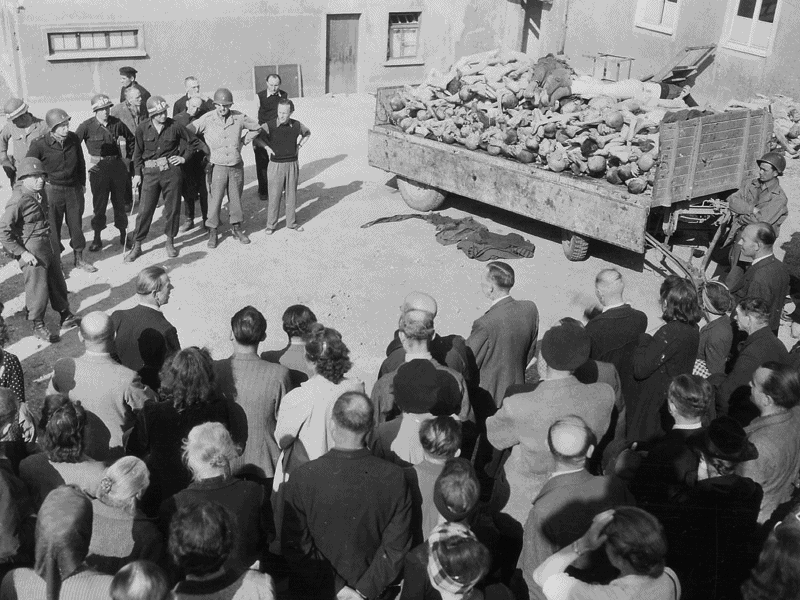
Soldados do Exército dos EUA mostram a civis alemães de Weimar a pilha de cadáveres encontrada no campo de Buchenwald.

A Alemanha nazista manteve campos de concentração (em alemão:  Konzentrationslager, KZ ou KL) em todos os territórios que controlou antes e durante a Segunda Guerra Mundial. Os primeiros campos nazistas foram erguidos na Alemanha em março de 1933, imediatamente depois que Adolf Hitler se tornou Chanceler e seu Partido nazista recebeu o controle da polícia pelo Ministro do Interior do Reich, Wilhelm Frick, e pelo Ministro do Interior prussiano, Hermann Göring. Usado para prender e torturar adversários políticos e sindicalistas, os campos inicialmente reuniram cerca de 45 mil prisioneiros.
As SS de Heinrich Himmler assumiram o controle total da polícia e dos campos de concentração em toda a Alemanha em 1934-35. Himmler expandiu o papel dos campos para manter os chamados "elementos racialmente indesejáveis", como judeus, inválidos, homossexuais, criminosos e ciganos. O número de pessoas nos campos, que caiu para 7 500, cresceu novamente para 21 000 no início da Segunda Guerra Mundial e atingiu o pico em 715 000 em janeiro de 1945.
Os campos de concentração foram administrados desde 1934 pela Inspetoria dos Campos de Concentração (CCI), que em 1942 foi fundida na SS-Wirtschafts-Verwaltungshauptamt e eram guardadas pela SS-Totenkopfverbände (SS-TV).
Os estudiosos do Holocausto estabelecem uma distinção entre os campos de concentração (descritos neste artigo) e os campos de extermínio, que foram estabelecidos pela Alemanha nazista para o assassinato em massa em escala industrial de judeus nos guetos por meio de câmaras de gás.

## Campos pré-guerra

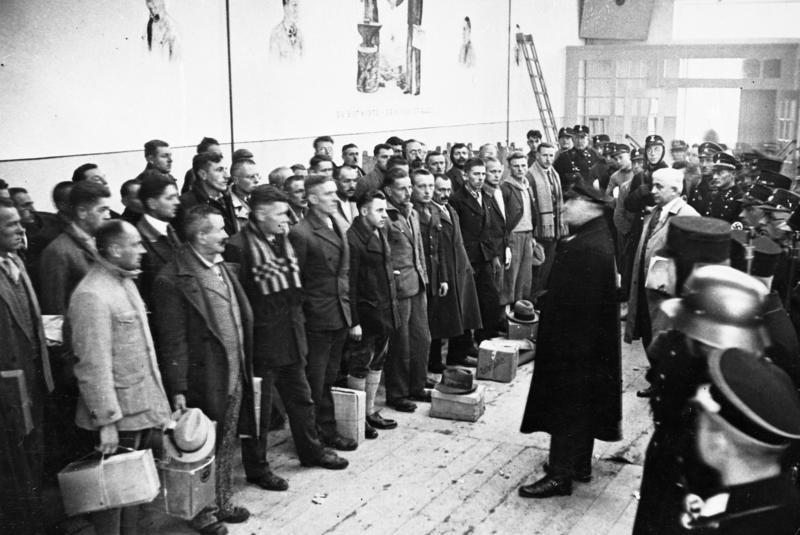
O campo de concentração de Dachau foi criado com a finalidade de deter opositores políticos.

O uso da palavra "concentração" veio da ideia de confinar as pessoas em um só lugar porque pertencem a um grupo que é considerado indesejável de alguma forma. O próprio termo se originou em 1897, quando os "campos de reconcentração" foram criados em Cuba pelo general Valeriano Weyler. No passado, o governo dos Estados Unidos usou campos de concentração contra nativos americanos e os britânicos também os usaram durante a Segunda Guerra dos Bôeres. Entre 1904 e 1908, o Schutztruppe do Exército Imperial Alemão operou campos de concentração no Sudoeste Africano Alemão (atual Namíbia) como parte do genocídio dos hererós e namaquas.
Quando os nazistas chegaram ao poder na Alemanha, eles rapidamente se mudaram para suprimir toda a oposição real e potencial. O público em geral foi intimidado pelo terror psicológico arbitrário que era usado pelos tribunais especiais (Sondergerichte). Especialmente durante os primeiros anos de existência, quando esses tribunais "tiveram um forte efeito dissuasivo" contra qualquer forma de protesto político.
O primeiro campo na Alemanha, Dachau, foi fundado em março de 1933. O anúncio da imprensa disse que "o primeiro campo de concentração deve ser aberto em Dachau com acomodação para 5 000 pessoas. Todos os comunistas e - quando necessário - Reichsbanner e social-democratas que põem em perigo a segurança do Estado devem se concentrar ali, visto que a longo prazo não é possível manter os presos nas prisões do governo sem sobrecarregá-las". Dachau foi o primeiro campo de concentração regular estabelecido pelo governo de coalizão alemão do Partido Nacional Socialista dos Trabalhadores Alemães (Partido Nazista) e do Partido Popular Nacionalista (dissolvido em 6 de julho de 1933). Heinrich Himmler, então Chefe de Polícia de Munique, descreveu oficialmente o lugar como "o primeiro campo de concentração para prisioneiros políticos".

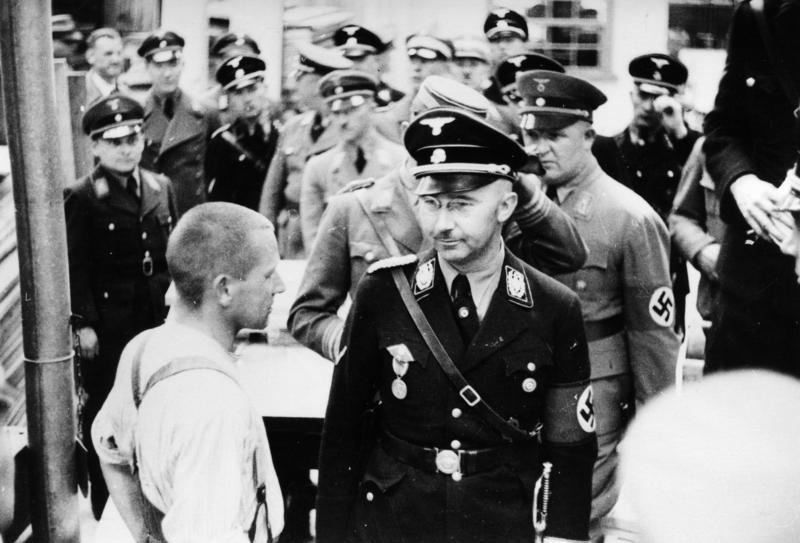
Reichsführer-SS Heinrich Himmler inspecionando o campo de concentração de Dachau em 8 de maio de 1936.

Em 26 de junho de 1933, Himmler nomeou Theodor Eicke comandante de Dachau, que em 1934 também foi nomeado o primeiro inspetor de campos de concentração (CCI). Além disso, os restantes campos geridos pela SA foram assumidos pela SS. Dachau serviu de protótipo e modelo para os outros campos de concentração nazistas. Quase todas as comunidades na Alemanha tinham membros que foram levados para lá. Os jornais informaram continuamente sobre "a remoção dos inimigos do Reich para os campos de concentração" tornando a população em geral mais ciente de sua presença. Havia jingles advertindo já em 1935: "Querido Deus, me deixe mudo, para que eu não venha a Dachau".
Em 1935, a Alemanha nazista aprovou duas leis radicalmente discriminatórias: a Lei de Cidadania do Reich e a Lei para a Proteção do Sangue Alemão e da Honra Alemã. Mas quando os nazistas decidiram privar legalmente e discriminar cidadãos judeus, eles estudaram e foram influenciados pela lei racial americana. Em particular, os nazistas admiravam as leis da  era Jim Crow que discriminavam os americanos negros e os segregavam dos americanos brancos, e debateram se deveriam introduzir uma segregação semelhante na Alemanha. Os nazistas estavam mais interessados em como os EUA haviam designado nativos americanos, filipinos e outros grupos como não cidadãos, embora vivessem nos EUA ou em seus territórios. Essas cópias dos modelos americanos despojaram os judeus alemães de sua cidadania e os classificaram como “nacionais”, permitindo que judeus e qualquer outro grupo de “nacionais” fossem encurralados em campos de concentração.
Entre 1933 e a queda da Alemanha nazista em 1945, mais de 3,5 milhões de alemães foram forçados a ir para campos de concentração e prisões por razões políticas e aproximadamente 77 mil alemães foram executados por tribunais especiais, tribunais marciais e pelo sistema de justiça civil nazista (ver: Roland Freisler). Muitos desses alemães haviam servido no governo, nos militares ou em cargos civis, o que lhes permitiu se envolver em subversão e conspiração contra os nazistas.

## Segunda Guerra Mundial

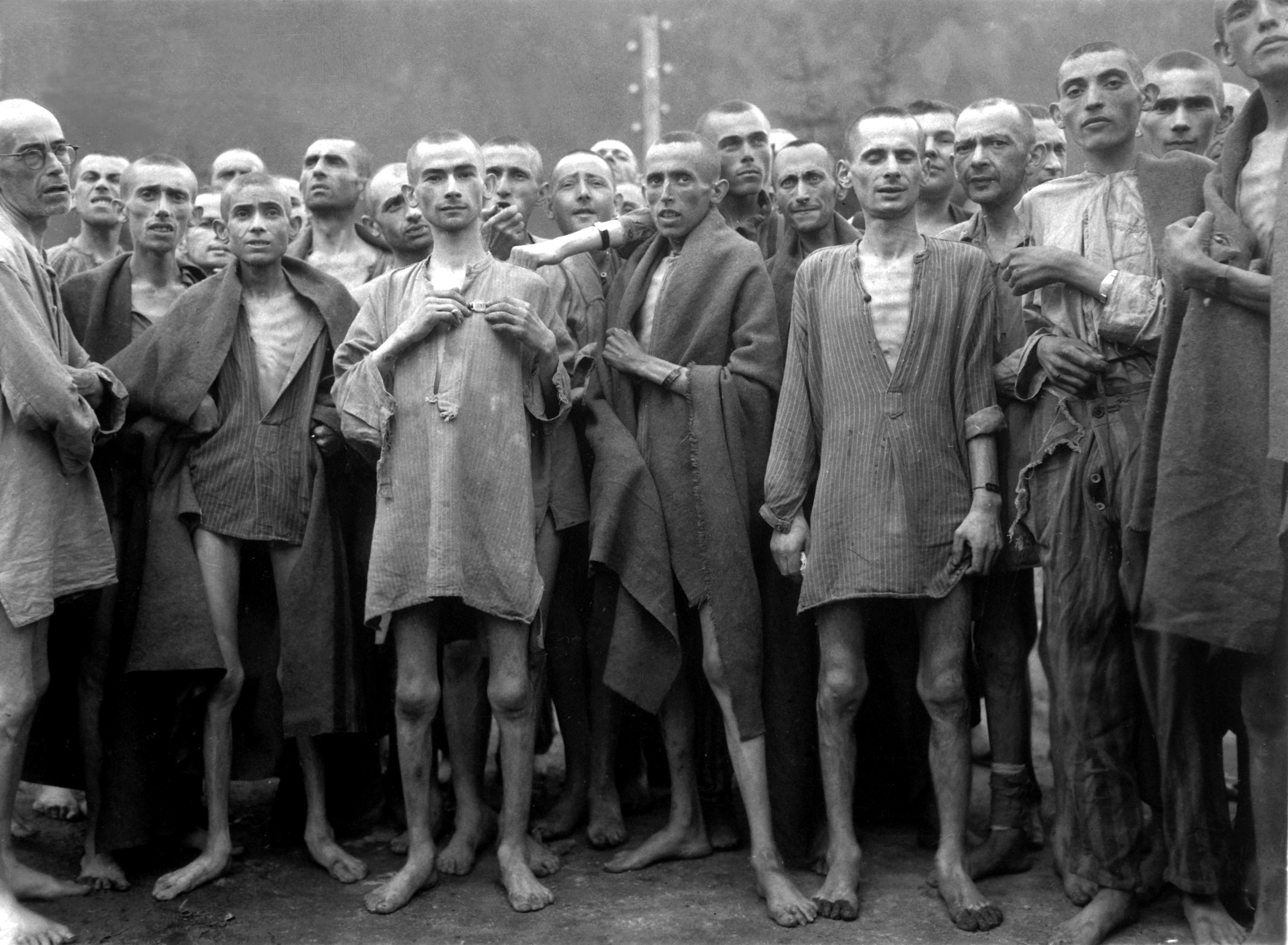
Prisioneiros desnutridos do campo de Mauthausen, libertos em 5 de maio de 1945.

Depois de setembro de 1939, com o início da Segunda Guerra Mundial, os campos de concentração tornaram-se lugares onde milhões de pessoas comuns foram escravizadas como parte do esforço de guerra nazista, muitas vezes passando fome, torturas e, por fim, assassinatos. Durante a guerra, novos campos de concentração nazistas para "indesejáveis" se espalharam por todo o continente. De acordo com as estatísticas do Ministério da Justiça Alemão, cerca de 1 200 campos e subcampos foram criados na Europa ocupada pela Alemanha Nazista, enquanto a Jewish Virtual Library estima que o número de campos nazistas era mais próximo de 15 000 em toda a Europa ocupada e que muitos desses campos foram mantidos por um período de tempo limitado antes de serem fechados. Foram criados campos perto dos centros populacionais densos, muitas vezes focados em áreas com grandes comunidades de judeus, poloneses intelligentsia, comunistas ou ciganos. Como milhões de judeus viviam na Polônia antes da guerra, a maioria dos campos estava localizada na área do Governo Geral na Polônia ocupada, por razões logísticas (ver: Operação Reinhardt). A localização também permitiu que os nazistas eliminassem rapidamente os judeus alemães da própria Alemanha.
Em 1940, o CCI ficou sob o controle do Verwaltung und Wirtschaftshauptamt Hauptamt (VuWHA, Escritório de Administração e Negócios), que foi criado sob o comando de Oswald Pohl. Então, em 1942, o CCI tornou-se o Amt D (Escritório D) do escritório principal consolidado conhecido como SS-Wirtschafts-Verwaltungshauptamt (SS Departamento Econômico e Administrativo, WVHA) sob Pohl. Em 1942, as SS construíram uma rede de campos de extermínio para matar sistematicamente milhões de prisioneiros por gaseificação. Os campos de extermínio (Vernichtungslager) e os campos da morte (Todeslager) eram campos cuja principal função era o genocídio. Os próprios nazistas distinguiam os campos de concentração dos campos de extermínio.

## Libertação

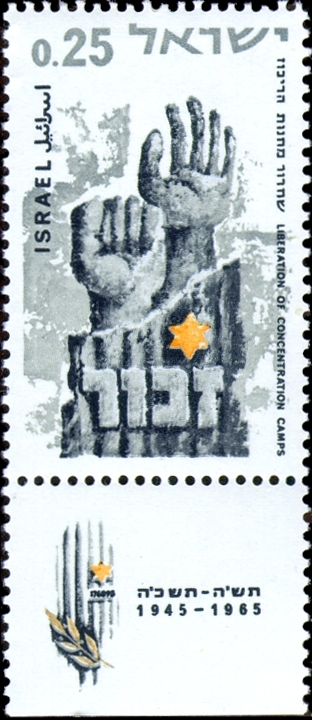
Selo israelense de 1965 rememorando a libertação dos judeus dos campos de concentração em 1945

Os campos foram libertados pelas forças aliadas entre 1944 e 1945. O primeiro grande campo, Majdanek, foi descoberto pelo avanço dos soviéticos em 23 de julho de 1944. Auschwitz foi libertado, também pelos soviéticos, em 27 de janeiro de 1945; Buchenwald pelos estadunidenses em 11 de abril; Bergen-Belsen pelos britânicos em 15 de abril; Dachau pelos norte-americanos em 29 de abril; Ravensbrück pelos soviéticos no mesmo dia; Mauthausen também pelos estadunidenses em 5 de maio; e Theresienstadt pelos soviéticos em 8 de maio. Treblinka, Sobibór e Bełżec nunca foram libertados, mas foram destruídos pelos nazistas em 1943. O coronel William W. Quinn, do Exército dos Estados Unidos, disse sobre Dachau: "Nossas tropas encontraram visões, sons e manchas horríveis além do imaginável, crueldades tão enormes que são incompreensíveis para a mente normal".
Na maioria dos campos descobertos pelos soviéticos, quase todos os prisioneiros já haviam sido removidos, sendo que apenas alguns milhares de pessoas foram deixadas vivas - 7 000 presos foram encontrados em Auschwitz, incluindo 180 crianças que passaram por experimentos médicos. Cerca de 60 mil prisioneiros foram descobertos em Bergen-Belsen pela 11ª Divisão Blindada Britânica, 13 000 cadáveres ao ar livre e outras 10 000 pessoas morreram de tifo ou desnutrição nas semanas seguintes. Os britânicos obrigaram os guardas restantes da SS a reunir os cadáveres e colocá-los em valas comuns.